# أ. بيتر ديوي
أ. بيتر ديوي (بالإنجليزية: A. Peter Dewey) هو جندي وصحفي وضابط أمريكي، ولد في 8 أكتوبر 1916 في شيكاغو في الولايات المتحدة، وتوفي في 26 سبتمبر 1945 في مدينة هو تشي منه في فيتنام بسبب إصابة بعيار ناري.